# Solariella exigua
Solariella exigua is een slakkensoort uit de familie van de Solariellidae. De wetenschappelijke naam van de soort is voor het eerst geldig gepubliceerd in 1999 door B.A. Marshall.